# Heinz Hauser (Skisportler)
Heinz Hauser (* 23. Dezember 1920 in Waltersdorf; † 22. November 1996 in Reit im Winkl) war ein deutscher Skisportler, der im Skispringen und in der Nordischen Kombination aktiv war.

## Werdegang
Bei den Olympischen Spielen 1952 in Oslo belegte Hauser in der Nordischen Kombination Platz 15 und im 18 km Langlaufrennen Platz 54. Außerdem war er Teil der deutschen 4 × 10 km Langlaufstaffel, die den siebenten Platz erreichte.
Zur Vierschanzentournee 1953/54 startete Hauser zum ersten und einzigen Mal als Spezialspringer. Dabei erreichte er in Garmisch-Partenkirchen Rang 19 und damit am Ende Rang 25 der Gesamtwertung.
Bei den Olympischen Spielen 1956 in Cortina d’Ampezzo belegte Hauser in der Nordischen Kombination Platz 21.
Am 16. März 1953 verlieh ihm Bundespräsident Heuß das Silberne Lorbeerblatt.
Hauser beendete nach den Deutschen Nordischen Skimeisterschaften 1957 in Altenau seine Karriere. Bei seinem letzten Wettkampf verpasste er als Vierter knapp die Medaillenränge.

## Statistik

### Vierschanzentournee-Platzierungen
| Saison  | Platz | Punkte |
| ------- | ----- | ------ |
| 1953/54 | 25.   | 181.5  |